# 格雷辛格博物館
格雷辛格博物館（Greisinger Museum）位於瑞士南方的小鎮葉妮絲，是全球首間以J·R·R·托爾金小說《魔戒》為主題的博物館。博物館由魔戒書迷貝恩德·格雷辛格（Bernd Greisinger）設立，於2013年10月開幕。
格雷辛格在受訪時表示：彼得·傑克森的電影只是對托爾金中土大陸的其中一種詮釋，而他設立博物館為的是讓遊客更多地了解與托爾金中土大陸相關的一切。
該博物館的藏品有3500冊書籍、600件藝術品。也包含少數一些與傑克森電影相關的藏品，如電影道具及有劇組成員簽名《魔戒首部曲：魔戒現身》劇本。
博物館入口依哈比人的身高打造，高150公分。內部的11個展示間內呈現了小說的不同場景，包括剛鐸、大荒原（其中包括一個亞苟那斯巨像的模型）、法貢森林等在內，而在摩瑞亞的展間內還有一個高4公尺的炎魔模型。

## 外部連結
- 官方網站 （页面存档备份，存于）（德文）
- 官方Facebook粉絲專頁 （页面存档备份，存于）